# Бобыляк, Ярослав Иванович
Яросла́в Ива́нович Бобыля́к (укр. Ярослав Іванович Бобиляк; род. 15 сентября 1961, Львов) — советский и украинский футболист, выступавший на позициях защитника, полузащитника и нападающего, футбольный тренер

## Биография
Воспитанник ДЮСШ львовского СКА. В 1978 году выступал в соревнованиях среди коллективов физкультуры за команду Львовского военно-политического училища. В 1981 году защищал цвета любительского «Сокола» из Гайсина. В чемпионате СССР дебютировал в 1982 году, в составе кировоградской «Звезды», выступавшей во второй лиге. В течение 7 сезонов провёл за кировоградцев более двухсот матчей. В 1989 году стал игроком «Зари» из города Бельцы, за которую играл до распада СССР
Выступления в независимой Украине начал в составе кременчугского «Кремня», который в первом сезоне в истории чемпионатов страны получил право выступать в высшей лиге. Дебютировал в высшем дивизионе 7 марта 1992 года, выйдя в стартовом составе в домашнем матче против винницкой «Нивы». Защищал цвета кременчужан на протяжении двух сезонов. В 1993 году вернулся в Кировоград, где в составе «Звезды» стал бронзовым призёром второй лиги. Тем не менее, после успешного для команды сезона, в котором Бобыляк появлялся на поле в большинстве матчей, игрок покинул «Звезду». В течение следующего сезона выступал за желтоводский «Сириус» и ужгородское «Закарпатье». В 1995 году стал игроком «Гарая» из Жолквы, в составе которого провёл последнюю игру на профессиональном уровне в 1998 году. По завершении выступлений играл за любительские коллективы.

### Тренерская карьера
В 1998 году был назначен главным тренером «Гарая», при этом продолжая выступать за команду в качестве игрока. Исполнял обязанности играющего тренера клуба до его расформирования в конце 1998 года. В 2005 году стал помощником Богдана Блавацкого в тренерском штабе киевской «Оболони». Затем продолжил сотрудничество с Блавацким в клубе «Подолье-Хмельницкий». После отставки Блавацкого летом 2008 года, был назначен главным тренером команды, проработав на этой должности до зимнего перерыва. В 2010 году стал тренером в штабе Сергея Мурадяна в клубе «Горняк-Спорт». В 2012 году заменил Мурадяна на посту главного тренера команды, однако пробыл на должности всего два месяца. С 2013 года работал тренером в ДЮСШ города Хмельницкого. В 2017—2018 годах был тренером в клубе «Хмельницкий», выступавшем в любительском чемпионате Украины. С 2020 года работал в академии хмельницкого «Подолья». В 2022 году был тренером теофипольской «Искры», принявшей участие в любительском кубке Украины.

## Достижения
- Бронзовый призёр Второй лиги Украины: 1993/94